# Lubuk Mumpo (Gunung Megang)
Lubuk Mumpo is een bestuurslaag in het regentschap Muara Enim van de provincie Zuid-Sumatra, Indonesië. Lubuk Mumpo telt 2578 inwoners (volkstelling 2010).